# Systasis flindersiae
Systasis flindersiae is een vliesvleugelig insect uit de familie Pteromalidae. De wetenschappelijke naam is voor het eerst geldig gepubliceerd in 1934 door Girault.